# Alma (Kansas)
Alma – miasto w Stanach Zjednoczonych, w stanie Kansas, w hrabstwie Wabaunsee.